# Міністерство юстиції Японії

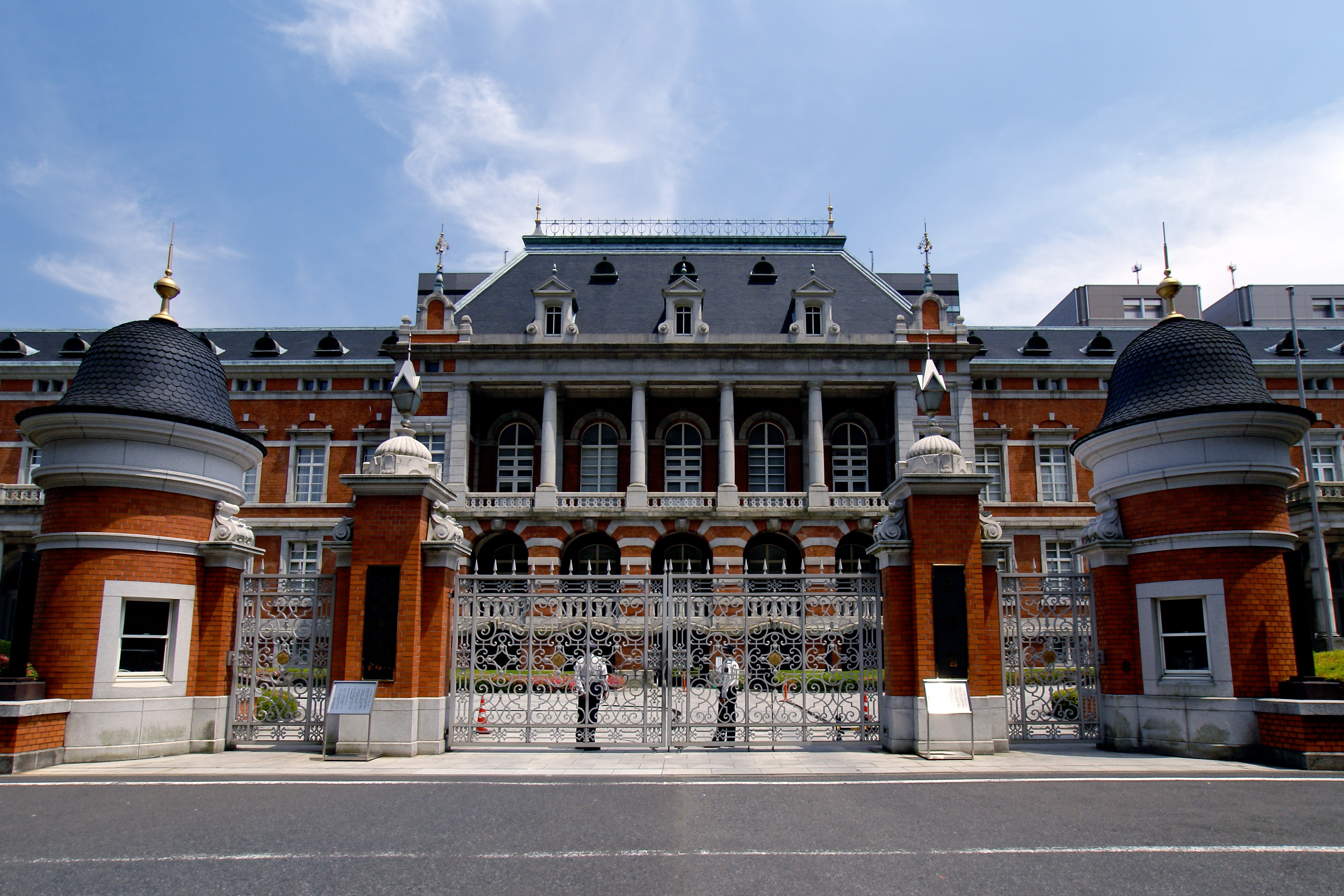
Стара будівля Міністерства юстиції Японії

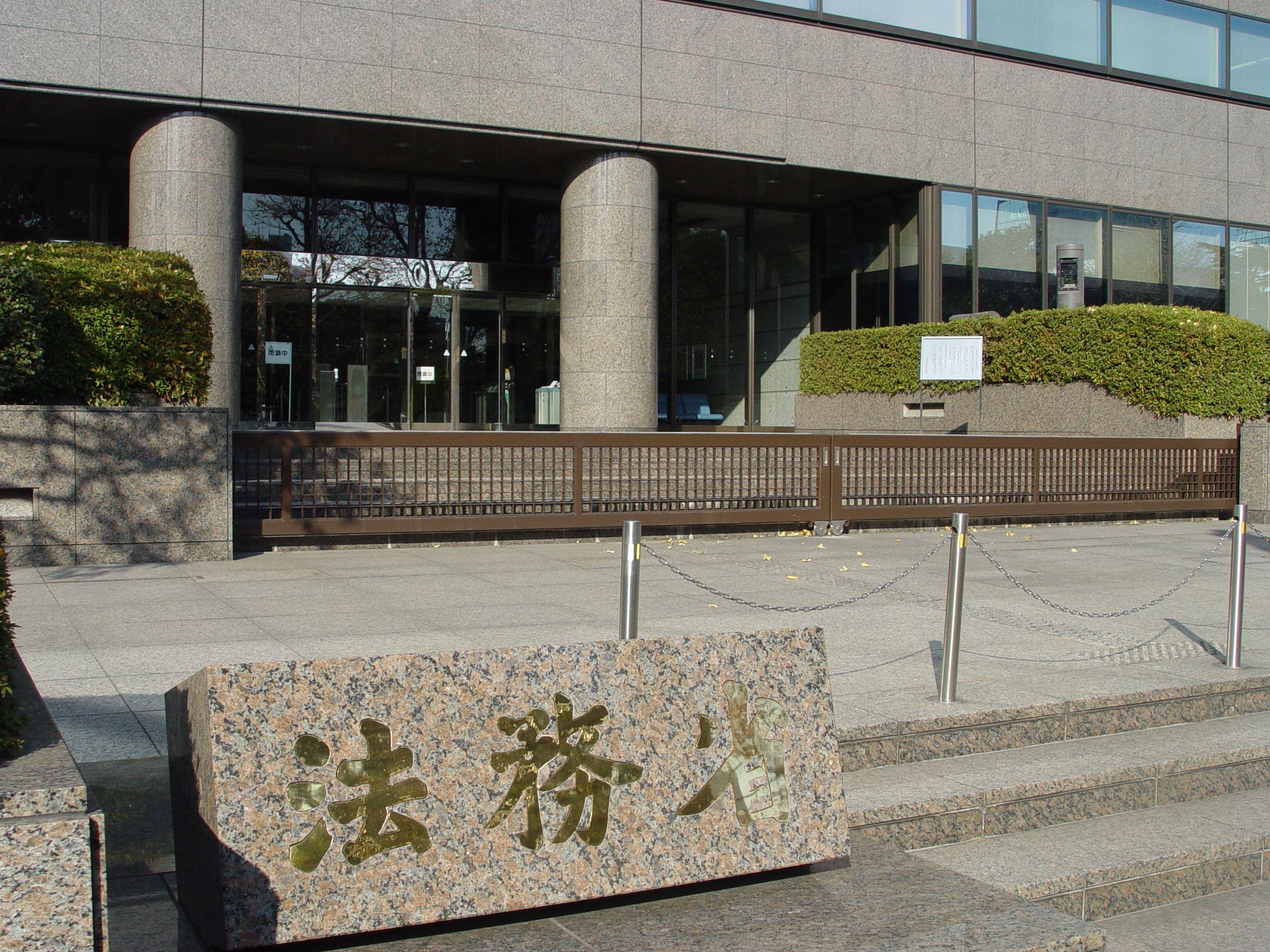
Вхід до нової будівлі Міністерства юстиції Японії

Міністерство юстиції (яп. 法務省, ほうむしょう, хому-сьо) — центральний орган виконавчої влади Японії. Відповідає за стан судової справи в країні. Заснована 29 серпня 1871 року. Протягом 1869 — 1885 років була складовою Великої державної ради. З 1885 року є складовою Кабінету міністрів Японії. Згідно з законом Японії від 1999 року про Міністерство юстиції, має на меті підтримку і координацію основної законодавчої бази, а саме цивільного, кримінального, комерційного, цивільного процесуального права і кримінального судочинства, а також забезпечує правовий порядок, захищає права громадян Японії, розбирає судові справи про порушення національних інтересів та здійснює контроль за імміграцією..

## Історія
- 10 лютого 1868 — засновано Судову канцелярію (刑法事務, кейхо-дзіму) при центральному Імператорському уряді. Очолювалися головами (総裁, сосай).
- 25 лютого 1868 — реформовано у нову Судову канцелярію (刑法事務局, кейхо-дзімукьоку). Очолювалися головами (督, камі).
- 17 червня 1868 — згідно з указом про форму державного правління Судову канцелярію перетворено на Судову раду (刑法官, кейхокан). Очолювалася головами (知事, тідзі)
- 15 серпня 1869 — Судова рада перетворена на Міністерство судочинства (刑部省, кейбу-сьо), що підпорядковувалося Великій державній раді. Очолювалося міністрами (卿, кьо)
- 29 серпня 1871 — у зв'язку з реформою державного апарату Міністерство судочинства перейменоване на Міністерство юстиції (司法省, сіхо-сьо) і перепідпорядковане Правій палаті Великої державної ради. Очолювалося міністрами (卿, кьо)
- 22 грудня 1885 — у зв'язку з реформою державного апарату Міністерство юстиції стало підпорядковуватись Кабінету міністрів Японії. Очолювалося міністрами (大臣, дайдзін).
- 15 лютого 1948 — Міністерство юстиції ліквідоване. Замість нього утворено Управління юстиції (法務庁, хому-тьо) при Кабінеті міністрів Японії.
- 1 червня 1949 — Управління юстиції перейменоване в Адміністрацію юстиції  (法務府, хому-фу).
- 1 серпня 1952 — на базі Адіміністрації юстиції утворено нове Міністерство юстиції (法務省, хому-сьо). Очолювалося міністрами (大臣, дайдзін).

## Голови
ja:法務大臣
| Міністерство юстиції (Велика державна рада) |                  |                                  |                       |
| №                                           | Ім'я             | Термін                           | Приналежність         |
| 1                                           | Ето Сімпей       | 31 травня 1872 — 19 квітня 1873  | Фракція Саґи          |
| 2                                           | Окі Такато       | 25 жовтня 1873 — 28 лютого 1880  | Фракція Саґи          |
| 3                                           | Танака Фудзімаро | 15 березня 1880 — 21 жовтня 1881 | виходець з Оварі-хану |
| 4                                           | Окі Такато       | 21 жовтня 1881 — 12 грудня 1883  | Фракція Саґи          |
| 5                                           | Ямада Акійосі    | 12 грудня 1883 — 22 грудня 1885  | Фракція Тьосю         |

| Міністерство юстиції (司法省, Кабінет Міністрів) |                     |                                                                                  |                        |                                                      |
| №                                                | Ім'я                | Кабінет                                                                          | Вступив на посаду      | Приналежність                                        |
| 1                                                | Ямада Акійосі       | Перший кабінет Іто Кабінет Куроди Перший кабінет Ямаґати Перший кабінет Мацукати | 22 грудня 1885         | Фракція Тьосю                                        |
| 2                                                | Танака Фудзімаро    | Перший кабінет Мацукати                                                          | 23 червня 1891         | виходець з Оварі-хану                                |
| 3                                                | Коно Тоґама         | Перший кабінет Мацукати                                                          | 23 червня 1892         | Фракція Тоси                                         |
| 4                                                | Ямаґата Арітомо     | Другий кабінет Іто                                                               | 8 серпня 1892          | Фракція Тьосю                                        |
| —                                                | Іто Хіробумі        | Другий кабінет Іто                                                               | 11 березня 1893 (в.о.) |                                                      |
| 5                                                | Йосікава Акімаса    | Другий кабінет Іто Другий Мацукати кабінет                                       | 16 березня 1893        | виходець Токусіма-хану                               |
| 6                                                | Кійоура Кейґо       | Другий кабінет Мацукати                                                          | 26 вересня 1896        | Палата перів                                         |
| 7                                                | Соне Арасуке        | Третій кабінет Іто                                                               | 12 січня 1898          | Фракція Тьосю                                        |
| 8                                                | Охіґасі Йосіакіра   | Перший кабінет Окуми                                                             | 30 червня 1898         | Міністерство юстиції                                 |
| 9                                                | Кійоура Кейґо       | Другий кабінет Ямаґати                                                           | 8 листопада 1898       | Палата перів                                         |
| 10                                               | Канеко Кентаро      | Четвертий кабінет Іто                                                            | 19 жовтня 1900         | Палата перів                                         |
| 11                                               | Кійоура Кейґо       | Перший кабінет Кацури                                                            | 2 червня 1901          | Палата перів                                         |
| 12                                               | Хатано Таканао      | Перший кабінет Кацури                                                            | 22 вересня 1903        | Міністерство юстиції                                 |
| 13                                               | Мацуда Масахіса     | Перший кабінет Сай'ондзі                                                         | 7 січня 1906           | Товариство друзів конституційного уряду              |
| 14                                               | Сенґе Такатомі      | Перший кабінет Сай'ондзі                                                         | 25 березня 1908        | Палата перів                                         |
| 15                                               | Окабе Наґамото      | Другий кабінет Кацури                                                            | 14 липня 1908          | Палата перів                                         |
| 16                                               | Мацуда Масахіса     | Другий кабінет Сай'ондзі                                                         | 30 серпня 1911         | Товариство друзів конституційного уряду              |
| 17                                               | Мацумуро Ітасу      | Третій кабінет Кацури                                                            | 21 грудня 1912         | Генеральна прокуратура                               |
| 18                                               | Мацуда Масахіса     | Перший кабінет Ямамото                                                           | 20 лютого 1913         | Товариство друзів конституційного уряду              |
| 19                                               | Окуда Йосіто        | Перший кабінет Ямамото                                                           | 11 листопада 1913      | Міністерство сільського господарства і промисловості |
| 20                                               | Окадзакі Юкіо       | Другий кабінет Окуми                                                             | 16 квітня 1914         | Товариство золотої середини                          |
| 21                                               | Мацумуро Ітасу      | Кабінет Терауті                                                                  | 9 жовтня 1916          | Генеральна прокуратура                               |
| 22                                               | Хара Такасі         | Кабінет Хари                                                                     | 29 вересня 1918 (в.о.) | Товариство друзів конституційного уряду              |
| 23                                               | Окі Енкіті          | Кабінет Хари Кабінет Такахасі                                                    | 15 травня 1920         | Товариство друзів конституційного уряду              |
| 24                                               | Окано Кейдзіро      | Кабінет Като Томосабуро                                                          | 12 червня 1922         | Палата перів                                         |
| 25                                               | Ден Кендзіро        | Другий кабінет Ямамото                                                           | 2 вересня 1923         | Палата перів                                         |
| 26                                               | Хіранума Кіїтіро    | Другий кабінет Ямамото                                                           | 6 вересня 1923         | Палата перів                                         |
| 27                                               | Судзукі Кісабуро    | Кабінет Кійоури                                                                  | 7 січня 1924           | Товариство друзів конституційного уряду              |
| 28                                               | Йокота Сенносуке    | Кабінет Като Такаакі                                                             | 11 червня 1924         | Товариство друзів конституційного уряду              |
| —                                                | Такахасі Корекійо   | Кабінет Като Такаакі                                                             | 5 лютого 1925 (в.о.)   | Товариство друзів конституційного уряду              |
| 29                                               | Оґава Хейкіті       | Кабінет Като Такаакі                                                             | 9 лютого 1925          | Товариство друзів конституційного уряду              |
| 30                                               | Еґі Тасуку          | Кабінет Като Такаакі Перший кабінет Вакацукі                                     | 2 серпня 1925          | Конституційно-демократична партія                    |
| 31                                               | Хара Йосіміті       | Кабінет Танаки Ґіїті                                                             | 20 квітня 1927         | Товариство державників                               |
| 32                                               | Ватанабе Тіфую      | Кабінет Хамаґуті Другий кабінет Вакацукі                                         | 2 липня 1929           | Палата перів                                         |
| 33                                               | Судзукі Кісабуро    | Кабінет Інукаї                                                                   | 13 грудня 1931         | Палата перів                                         |
| 34                                               | Кавамура Такедзі    | Кабінет Інукаї                                                                   | 25 березня 1932        | Палата перів                                         |
| 35                                               | Кояма Мацукіті      | Кабінет Сайто                                                                    | 26 травня 1932         | Генеральна прокуратура                               |
| 36                                               | Охара Наосі         | Кабінет Окади                                                                    | 8 липня 1934           | Токійський суд                                       |
| 37                                               | Хаясі Дзайсабуро    | Кабінет Хіроти                                                                   | 9 березня 1936         | Судова палата                                        |
| 38                                               | Сіоно Суехіко       | Кабінет Хаясі Перший кабінет Коное Кабінет Хірануми                              | 2 лютого 1937          | Судова палата                                        |
| 39                                               | Міяґі Тьоґоро       | Кабінет Абе                                                                      | 30 серпня 1939         | Судова палата                                        |
| 40                                               | Кімура Наотацу      | Кабінет Йоная                                                                    | 16 січня 1940          | Міністерство юстиції                                 |
| 41                                               | Кадзамі Акіра       | Другий кабінет Коное                                                             | 22 липня 1940          | Товориство допомоги престолу                         |
| 42                                               | Янаґава Хейсуке     | Другий кабінет Коное                                                             | 21 грудня 1940         | Імперська армія Японії                               |
| 43                                               | Коное Фумімаро      | Третій кабінет Коное                                                             | 18 липня 1941 (в.о.)   | Палата перів                                         |
| 44                                               | Івамура Мітійо      | Третій кабінет Коное Кабінет Тодзьо                                              | 25 липня 1941          | Генеральна прокуратура                               |
| 45                                               | Мацудзака Хіромаса  | Кабінет Коїсо Кабінет Судзукі Кантаро                                            | 22 липня 1944          | Генеральна прокуратура                               |
| 46                                               | Івата Тюдзо         | Кабінет Хіґасікуні Кабінет Сідехари                                              | 17 серпня 1945         | Палата перів                                         |
| 47                                               | Кімура Токутаро     | Перший кабінет Йосіди                                                            | 22 травня 1946         | громадський діяч                                     |
| —                                                | Катаяма Тецу        | Кабінет Катаями                                                                  | 24 травня 1947 (в.о.)  | Соціалістична партія                                 |
| 48                                               | Судзукі Йосіо       | Кабінет Катаями                                                                  | 1 червня 1947          | Соціалістична партія                                 |
| Управління юстиції (法務庁, Кабінет Міністрів)   |                     |                                                                                  |                        |                                                      |
| 1                                                | Судзукі Йосіо       | Кабінет Катаями                                                                  | 15 лютого 1948         | Соціалістична партія                                 |
| 2                                                | Судзукі Йосіо       | Кабінет Асіди                                                                    | 10 березня 1948        | Соціалістична партія                                 |
| —                                                | Йосіда Сіґеру       | Другий кабінет Йосіди                                                            | 15 жовтня 1948 (в.о.)  | Ліберальна партія                                    |
| 3                                                | Уеда Сюнкіті        | Другий кабінет Йосіди                                                            | 7 листопада 1948       | Ліберальна партія                                    |
| 4                                                | Уеда Сюнкіті        | Третій кабінет Йосіди                                                            | 16 лютого 1949         | Ліберальна партія                                    |
| 5                                                | Охасі Такео         | Третій кабінет Йосіди (перша ротація) Третій кабінет Йосіди (друга ротація)      | 28 червня 1950         | Ліберальна партія                                    |
| 6                                                | Кімура Токутаро     | Третій кабінет Йосіди (третя ротація)                                            | 26 грудня 1951         | громадський діяч                                     |
| Міністерство юстиції (法務省, Кабінет Міністрів) |                     |                                                                                  |                        |                                                      |
| 1                                                | Кімура Токутаро     | Третій кабінет Йосіди (третя ротація)                                            | 1 серпня 1952          | громадський діяч                                     |
| 2                                                | Інукаї Такеру       | Четвертий кабінет Йосіди                                                         | 30 жовтня 1952         | Ліберальна партія                                    |
| 3                                                | Інукаї Такеру       | П'ятий кабінет Йосіди                                                            | 21 травня 1953         | Ліберальна партія                                    |
| 4                                                | Като Рьоґоро        | П'ятий кабінет Йосіди                                                            | 22 квітня 1954         | Ліберальна партія                                    |
| 5                                                | Охара Наосі         | П'ятий кабінет Йосіди                                                            | 19 червня 1954         | Ліберальна партія                                    |
| 6                                                | Ханамура Сіро       | Перший кабінет Хатоями Ітіро                                                     | 10 грудня 1954         | Демократична партія                                  |
| 7                                                | Ханамура Сіро       | Другий кабінет Хатоями Ітіро                                                     | 19 березня 1955        | Демократична партія                                  |
| 8                                                | Макіно Рьодзо       | Третій кабінет Хатоями Ітіро                                                     | 22 листопада 1955      | Ліберально-демократична партія                       |
| —                                                | Ісібасі Тандзан     | Кабінет Ісібасі                                                                  | 23 грудня 1956 (в.о.)  | Ліберально-демократична партія                       |
| 9                                                | Накамура Умекіті    | Кабінет Ісібасі                                                                  | 23 грудня 1956         | Ліберально-демократична партія                       |
| 10                                               | Накамура Умекіті    | Перший кабінет Кісі                                                              | 25 лютого 1957         | Ліберально-демократична партія                       |
| 11                                               | Карасава Тосікі     | Перший кабінет Кісі(ротація)                                                     | 10 липня 1957          | Ліберально-демократична партія                       |
| 12                                               | Айті Кіїті          | Другий кабінет Кісі                                                              | 12 червня 1958         | Ліберально-демократична партія                       |
| 13                                               | Іно Хіроя           | Другий Кісі (ротація)                                                            | 18 червня 1959         | Ліберально-демократична партія                       |
| 14                                               | Кодзіма Тецудзо     | Перший кабінет Ікеди                                                             | 19 липня 1960          | Ліберально-демократична партія                       |
| 15                                               | Уекі Косіро         | Другий кабінет Ікеди Другий кабінет Ікеди (перша ротація)                        | 8 грудня 1960          | Ліберально-демократична партія                       |
| 16                                               | Накаґакі Куніо      | Другий кабінет Ікеди (друга ротація)                                             | 18 липня 1962          | Ліберально-демократична партія                       |
| 17                                               | Кая Окінорі         | Другий кабінет Ікеди (третя ротація)                                             | 18 липня 1963          | Ліберально-демократична партія                       |
| 18                                               | Кая Окінорі         | Третій кабінет Ікеди                                                             | 9 грудня 1963          | Ліберально-демократична партія                       |
| 19                                               | Такахасі Хітосі     | Третій кабінет Ікеди (ротація)                                                   | 18 липня 1964          | Ліберально-демократична партія                       |
| 20                                               | Такахасі Хітосі     | Перший кабінет Сато                                                              | 9 листопада 1964       | Ліберально-демократична партія                       |
| 21                                               | Ісії Міцудзіро      | Перший кабінет Сато (перша ротація) Перший кабінет Сато (друга ротація)          | 3 червня 1965          | Ліберально-демократична партія                       |
| 22                                               | Танака Ісадзі       | Перший кабінет Сато (третя ротація)                                              | 3 грудня 1966          | Ліберально-демократична партія                       |
| 23                                               | Танака Ісадзі       | Другий кабінет Сато                                                              | 17 лютого 1967         | Ліберально-демократична партія                       |
| 24                                               | Акама Бундзо        | Другий кабінет Сато (перша ротація)                                              | 25 листопада 1967      | Ліберально-демократична партія                       |
| 25                                               | Сайго Кітіносуке    | Другий кабінет Сато (друга ротація)                                              | 30 листопада 1968      | Ліберально-демократична партія                       |
| 26                                               | Кобаясі Такедзі     | Третій кабінет Сато                                                              | 14 січня 1970          | Ліберально-демократична партія                       |
| 27                                               | Акіта Дайсуке       | Третій кабінет Сато                                                              | 9 лютого 1971          | Ліберально-демократична партія                       |
| 28                                               | Уекі Косіро         | Третій кабінет Сато                                                              | 17 лютого 1971         | Ліберально-демократична партія                       |
| 29                                               | Маео Сіґесабуро     | Третій кабінет Сато Третій кабінет Сато (ротація)                                | 5 липня 1971           | Ліберально-демократична партія                       |
| 30                                               | Коорі Юїті          | Перший кабінет Танаки Какуея                                                     | 7 липня 1972           | Ліберально-демократична партія                       |
| 31                                               | Танака Ісадзі       | Другий кабінет Танаки Какуея                                                     | 22 грудня 1972         | Ліберально-демократична партія                       |
| 32                                               | Накамура Умекіті    | Другий Танаки Какуея (перша ротація)                                             | 25 листопада 1973      | Ліберально-демократична партія                       |
| 33                                               | Хамано Сейґо        | Другий Танаки Какуея(друга ротація)                                              | 11 листопада 1974      | Ліберально-демократична партія                       |
| 34                                               | Інаба Осаму         | Кабінет Мікі Кабінет Мікі (ротація)                                              | 9 грудня 1974          | Ліберально-демократична партія                       |
| 35                                               | Фукуда Хадзіме      | Кабінет Фукуди Такео                                                             | 24 грудня 1976         | Ліберально-демократична партія                       |
| 36                                               | Сетояма Міцуо       | Кабінет Фукуди Такео Кабінет Фукуди Такео (ротація)                              | 5 жовтня 1977          | Ліберально-демократична партія                       |
| 37                                               | Фуруї Йосімі        | Перший кабінет Охіри                                                             | 7 грудня 1978          | Ліберально-демократична партія                       |
| 38                                               | Кураїсі Тадао       | Другий кабінет Охіри                                                             | 9 листопада 1979       | Ліберально-демократична партія                       |
| 39                                               | Окуно Сейсуке       | Кабінет Дзенко                                                                   | 17 липня 1980          | Ліберально-демократична партія                       |
| 40                                               | Саката Мітіта       | Кабінет Дзенко (ротація)                                                         | 30 листопада 1981      | Ліберально-демократична партія                       |
| 41                                               | Хатано Акіра        | Перший кабінет Накасоне                                                          | 27 листопада 1982      | Ліберально-демократична партія                       |
| 42                                               | Сумі Ейсаку         | Другий кабінет Накасоне                                                          | 27 грудня 1983         | Ліберально-демократична партія                       |
| 43                                               | Сімасакі Хітосі     | Другий кабінет Накасоне (перша ротація)                                          | 1 листопада 1984       | Ліберально-демократична партія                       |
| 44                                               | Судзукі Сейґо       | Другий кабінет Накасоне (друга ротація)                                          | 28 грудня 1985         | Ліберально-демократична партія                       |
| 45                                               | Ендо Канаме         | Третій кабінет Накасоне                                                          | 22 липня 1986          | Ліберально-демократична партія                       |
| 46                                               | Хаясіда Юкіо        | Кабінет Такесіти                                                                 | 6 листопада 1987       | Ліберально-демократична партія                       |
| 47                                               | Хасеґава Такасі     | Кабінет Такесіти (ротація)                                                       | 27 грудня 1988         | Ліберально-демократична партія                       |
| 48                                               | Такацудзі Масамі    | Кабінет Такесіти (ротація)                                                       | 30 грудня 1988         | громадський діяч                                     |
| 49                                               | Танікава Кадзуо     | Кабінет Уно                                                                      | 3 червня 1989          | Ліберально-демократична партія                       |
| 50                                               | Ґото Масао          | Перший кабінет Кайфу                                                             | 10 серпня 1989         | Ліберально-демократична партія                       |
| 51                                               | Хасеґава Сін        | Другий кабінет Кайфу                                                             | 28 лютого 1990         | Ліберально-демократична партія                       |
| 52                                               | Кадзіяма Сейроку    | Другий кабінет Кайфу                                                             | 13 вересня 1990        | Ліберально-демократична партія                       |
| 53                                               | Сато Меґуму         | Другий кабінет Кайфу (ротація)                                                   | 29 грудня 1990         | Ліберально-демократична партія                       |
| 54                                               | Тавара Такасі       | Кабінет Міядзави                                                                 | 5 листопада 1991       | Ліберально-демократична партія                       |
| 55                                               | Ґотода Масахару     | Кабінет Міядзави (ротація)                                                       | 12 грудня 1992         | Ліберально-демократична партія 1993квітня            |
| 56                                               | Міккадзукі Акіра    | Кабінет Хосокави                                                                 | 9 серпня 1993          | громадський діяч                                     |
| —                                                | Хата Цутому         | Кабінет Хати                                                                     | 28 квітня 1994 (в.о.)  | Партія оновлення                                     |
| 57                                               | Наґано Сіґето       | Кабінет Хати                                                                     | 28 квітня 1994         | Партія оновлення                                     |
| 58                                               | Накаї Хіросі        | Кабінет Хати                                                                     | 8 травня 1994          | Соціал-демократична партія                           |
| 59                                               | Маеда Ісао          | Кабінет Мураями                                                                  | 30 червня 1994         | Ліберально-демократична партія                       |
| 60                                               | Тадзава Томохару    | Кабінет Мураями (ротація)                                                        | 8 серпня 1995          | Ліберально-демократична партія                       |
| 61                                               | Міядзава Хіросі     | Кабінет Мураями (ротація)                                                        | 9 жовтня 1995          | Ліберально-демократична партія                       |
| 62                                               | Наґао Ріцуко        | Перший кабінет Хасімото                                                          | 11 січня 1996          | громадський діяч                                     |
| 63                                               | Мацуура Ісао        | Другий кабінет Хасімото                                                          | 7 листопада 1996       | Ліберально-демократична партія                       |
| 64                                               | Сімоінаба Кокіті    | Другий кабінет Хасімото (ротація)                                                | 11 вересня 1997        | Ліберально-демократична партія                       |
| 65                                               | Накамура Сьодзабуро | Кабінет Обуті Кабінет Обуті (перша ротація)                                      | 30 липня 1998          | Ліберально-демократична партія                       |
| 66                                               | Дзінноуті Такао     | Кабінет Обуті (перша ротація)                                                    | 8 березня 1999         | Ліберально-демократична партія                       |
| 67                                               | Усуї Хідео          | Кабінет Обуті (друга ротація)                                                    | 5 жовтня 1999          | Ліберально-демократична партія                       |
| 68                                               | Усуї Хідео          | Перший кабінет Морі                                                              | 5 квітня 2000          | Ліберально-демократична партія                       |
| 69                                               | Ясуока Окіхару      | Другий кабінет Морі                                                              | 4 липня 2000           | Ліберально-демократична партія                       |
| 70                                               | Комура Масахіко     | Другий кабінет Морі (ротація)                                                    | 5 грудня 2000          | Ліберально-демократична партія                       |
| 71                                               | Комура Масахіко     | Другий кабінет Морі (ротація)                                                    | 6 січня 2001           | Ліберально-демократична партія                       |
| 72                                               | Моріяма Маюмі       | Перший кабінет Коїдзумі Перший кабінет Коїдзумі (перша ротація)                  | 26 квітня 2001         | Ліберально-демократична партія                       |
| 73                                               | Нодзава Дайдзо      | Перший кабінет Коїдзумі (друга ротація)                                          | 22 вересня 2003        | Ліберально-демократична партія                       |
| 74                                               | Нодзава Дайдзо      | Другий кабінет Коїдзумі кабінет                                                  | 19 листопада 2003      | Ліберально-демократична партія                       |
| 75                                               | Нооно Тієко         | Другий кабінет Коїдзумі (ротація)                                                | 27 вересня 2004        | Ліберально-демократична партія                       |
| 76                                               | Нооно Тієко         | Третій кабінет Коїдзумі кабінет                                                  | 21 вересня 2005        | Ліберально-демократична партія                       |
| 77                                               | Суґіура Сейкен      | Третій кабінет Коїдзумі (ротація)                                                | 31 жовтня 2005         | Ліберально-демократична партія                       |
| 78                                               | Наґасе Дзін'ен      | Кабінет Абе                                                                      | 26 вересня 2006        | Ліберально-демократична партія                       |
| 79                                               | Хатояма Куніо       | Кабінет Абе (ротація)                                                            | 27 серпня 2007         | Ліберально-демократична партія                       |
| 80                                               | Хатояма Куніо       | Кабінет Фукуди Ясуо                                                              | 26 вересня 2007        | Ліберально-демократична партія                       |
| 81                                               | Ясуока Окіхару      | Кабінет Фукуди Ясуо (ротація)                                                    | 2 серпня 2008          | Ліберально-демократична партія                       |
| 82                                               | Морі Ейсуке         | Кабінет Асо                                                                      | 24 вересня 2008        | Ліберально-демократична партія                       |
| 83                                               | Чіба Кейко          | Кабінет Хатоями Юкіо                                                             | 16 вересня 2009        | Демократична партія                                  |